# Kenyentulus hainanensis
Kenyentulus hainanensis är en urinsektsart som beskrevs av Yin 1987. Kenyentulus hainanensis ingår i släktet Kenyentulus och familjen lönntrevfotingar. Inga underarter finns listade i Catalogue of Life.